# هزل گروو
هزل گروو (به انگلیسی: Hazel Grove) یک روستا در بریتانیا است که در کلان‌شهر مستقل استکپورت واقع شده‌است. هزل گروو ۴٫۱۹ کیلومتر مربع مساحت و ۱۵٬۲۶۵ نفر جمعیت دارد.